# Народний парк Нікко
Народний парк Нікко (яп. 日光国立公園, Nikkō Kokuritsu Kōen) — національний парк у регіоні Канто, на головному острові Хонсю в Японії. Парк поширюється на три префектури: Тотігі, Гумма та Фукусіма, і був заснований у 1934 році.

## Історія
Створення національного парку Нікко датується початком 20 століття. Парламент Японії призначив Нікко імператорський парк (яп. 帝国公園, teikoku kōen) у 1911 році. У 1931 році було прийнято Закон про національні парки, а в 1934 році було створено Національний парк Нікко. Упродовж 20 століття парк розширювався. Національний парк Одзе колись був частиною національного парку Нікко, але став окремим національним парком у 2007 році.

## Опис
Парк вважається одним із найкрасивіших у Японії і є популярним туристичним напрямком. Окрім вражаючих пейзажів, парк відомий своїми історичними буддистськими храмами та синтоїстськими святилищами, зокрема Нікко Тосьо-гу та Рінно-дзі. Вони включені до списку Світової спадщини ЮНЕСКО як «Святилищі та храми Нікко».
Вхід до парку вільний, і він поділений на три зони, такі як Нікко, Кінугава/Куріяма, Насу Касі/Сіобара.

## Видатні місця
- Нікко Тосо-гу, синтоїстський храм, Нікко, префектура Тотіґі
- Озеро Тудзендзі, 11,62 квадратного кілометра (4,49 миля2), мальовниче озеро Нікко
- Водоспад Кеґон, 97 метрів (318 фут), один із трьох найвищих водоспадів Японії
- Гора Нантай, 2 486 метрів (8 156 фут), різко здіймається над озером Чузендзі
- Гора Нікко-Сіране, 2 578 метрів (8 458 фут), щитовий вулкан
- Рінно-дзі, буддійський храм, Нікко
- Водоспад Рюдзу, 60 метрів (200 фут), мальовничий подвійний водоспад
- Сессьо-секі, «камінь смерті», який зламався у 2022 році[6]

## Флора
Національний парк Нікко відомий численними видами рослин і дерев, у тому числі мідзу-басьо, білокачанної капусти скунса з болотистої місцевості Одзегахара, кленів, ялиць і чудових насаджень сугі, японського кедра, що вздовж доріг навколо Нікко.

## Відпочинок
Національний парк Нікко є популярним місцем для піших прогулянок, катання на лижах, кемпінгу, гри в гольф і його численних історичних курортів онсен із гарячими джерелами.